# Borne (Ardèche)
Borne is een gemeente in het Franse departement Ardèche (regio Auvergne-Rhône-Alpes) en telt 40 inwoners (2009). De plaats maakt deel uit van het arrondissement Largentière.

## Geografie
De oppervlakte van Borne bedraagt 42,0 km², de bevolkingsdichtheid is dus 1 inwoner per km².

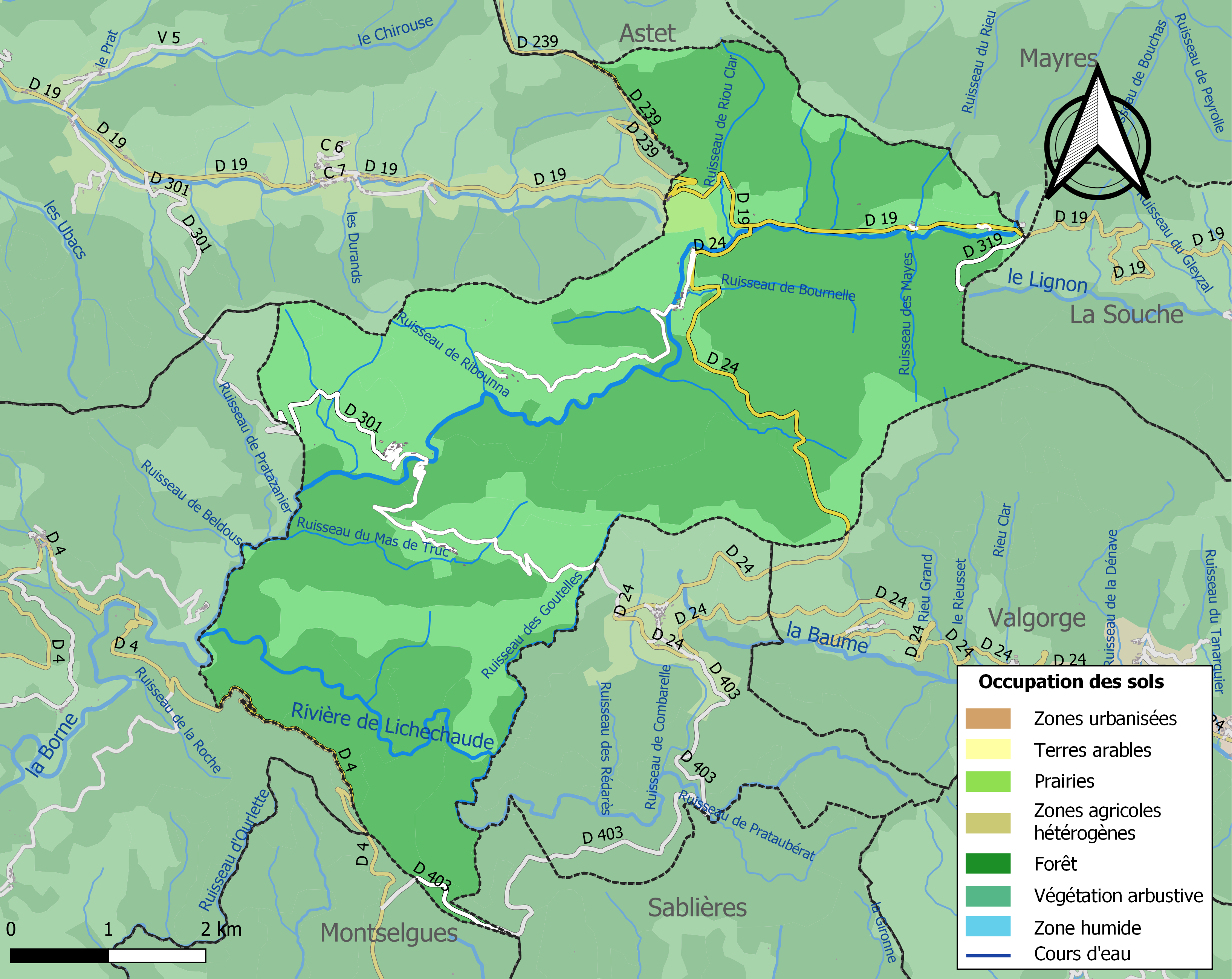
Kaart van de gemeente met belangrijkste infrastructuur, bodemgebruik en omliggende gemeenten

## Demografie
Onderstaande figuur toont het verloop van het inwonertal (bron: INSEE-tellingen).

Vanwege een beveiligingsprobleem met de MediaWiki Graph-software is het momenteel niet mogelijk deze grafiek weer te geven. Zodra de software is bijgewerkt zal de grafiek vanzelf weer zichtbaar worden.

## Afbeeldingen

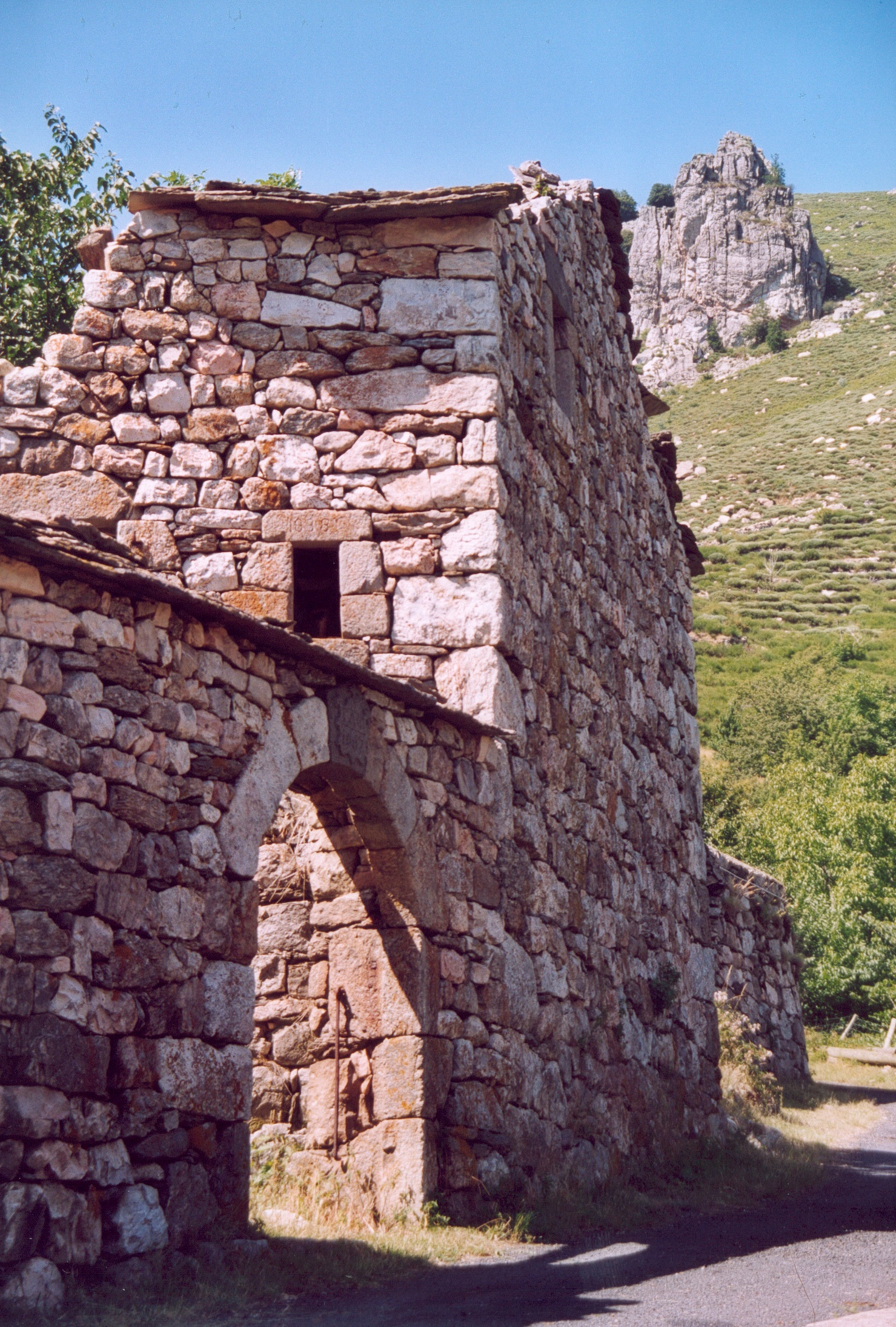
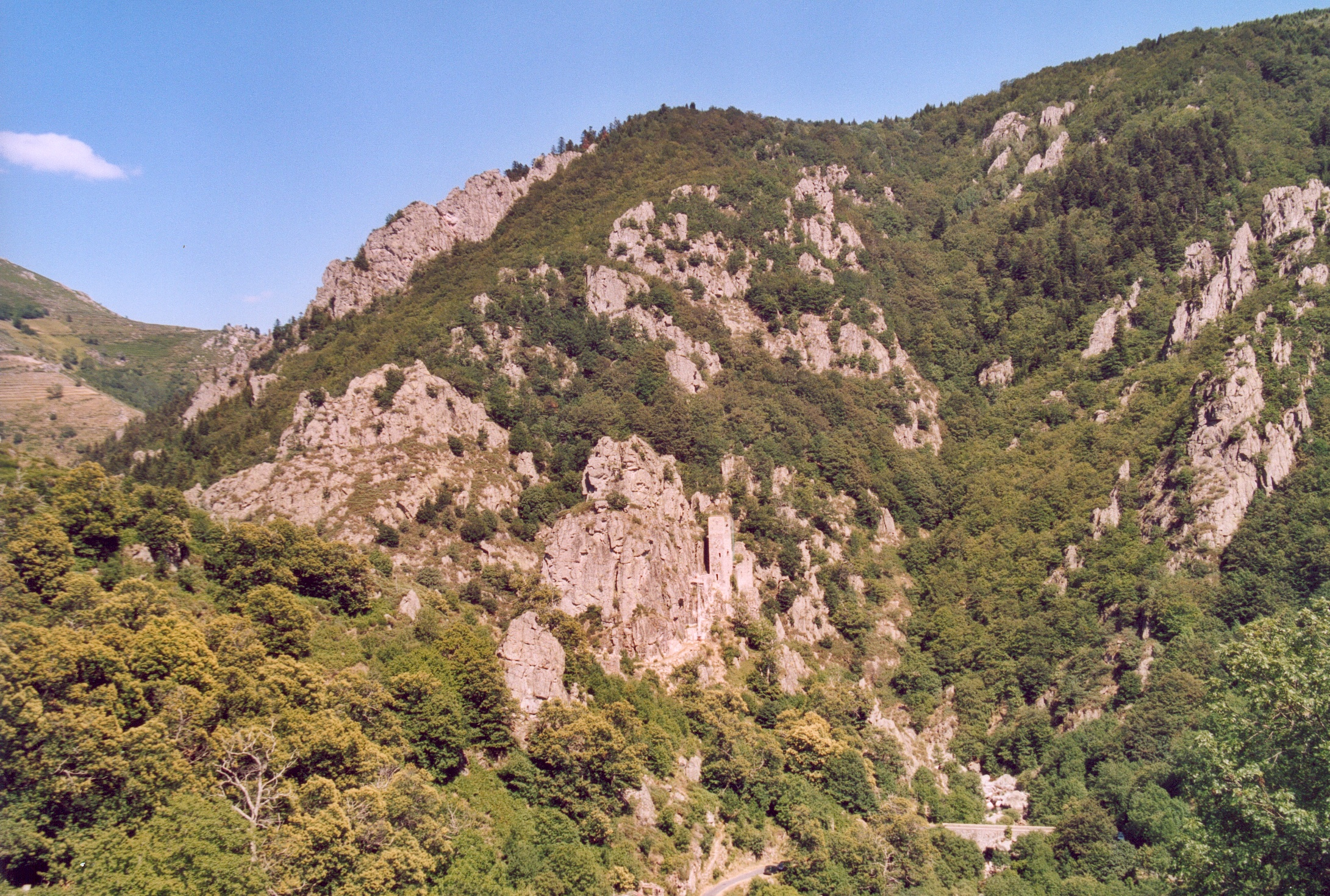